# Us (Val-d’Oise)
Us egy község Franciaországban. Lakosainak száma 1331 fő (2022. január 1.).

## Földrajza
Us Santeuil, Vigny, Ableiges, Frémécourt, Le Perchay és Théméricourt községekkel határos.